# 児島英一
児島 英一（こじま えいいち、1922年5月14日 - 2007年11月23日）は、日本の経営者。近畿日本ツーリスト社長を務めた。

## 来歴・人物
東京都出身。1945年に大阪帝国大学工学部機械工学科を卒業し、同年に近畿日本鉄道に入社。1972年11月に取締役、1975年5月に常務、1978年6月に専務を経て、1981年6月に副社長に就任。1985年3月に近畿日本ツーリスト副社長に就任し、1987年3月には社長に昇格。1993年3月に取締役相談役に就任し、1996年3月には相談役に就任。
1984年11月に藍綬褒章を受章。
2007年11月23日に急性心不全のために死去。85歳没。